# Элиста (впадает в лиман Калур)
Элиста (калм. Элст — «песчаная») — река в Калмыкии. Река впадает в лиман Калур. Длина реки составляет 44 км, площадь водосборного бассейна — 258 км². Основной приток — река Передняя Элиста.

## Физико-географическая характеристика
Река берёт начало в пределах Ергенинской возвышенности, в балке Элиста. Река несколько раз меняет направления течения. Основное направление течения — с северо-запада-запада на юго-восток-восток. Согласно государственному водному реестру река Элиста впадает в лиман Калур.
Протекает в Сарпинском и Кетченеровском районах.
Тип водного режима характеризуется по питанию как почти исключительно снеговое, по распределению стока по сезонам — почти исключительно весна. Вследствие значительного испарения основная роль в формировании стока принадлежит осадкам, выпадающим в холодную часть года. Роль дождевого питания невелика.
На реке создано водохранилище Нугра, расположен посёлок Листа.
Реку пересекает федеральная автодорога Элиста — Волгоград М6

## Источник
- Атлас Республики Калмыкия, ФГУП «Северо-Кавказское аэрогеодезическое предприятие», Пятигорск, 2010 г., стр. 42, 55, 56.